# Parry O'Brien
William Patrick (Parry) O'Brien (Santa Monica, 28 januari 1932 – Santa Clarita, 21 april 2007) was een Amerikaanse kogelstoter, die in de jaren vijftig en begin zestig tot de beste kogelstoters ter wereld behoorde. Hij werd tweemaal olympisch kampioen, meervoudig Amerikaans kampioen en verbeterde zestienmaal het wereldrecord in deze discipline. Hij presteerde ook goed als discuswerper, getuige zijn nationale titel in 1955.

## Biografie

### O'Brien Glide
Parry deed al aan kogelstoten op de High School in Santa Monica, waar hij ook discus wierp, sprintte en football speelde. Tijdens zijn periode op de University of Southern California ontwikkelde hij een geheel eigen techniek. Vanuit de beginpositie stond hij met het gezicht naar de achterkant van de cirkel, draaide vervolgens 180 graden, voordat hij de kogel losliet. Hiermee wierp hij op 9 mei 1953 als eerste atleet verder dan 18 m (en naderhand 19 m). Het idee hiervan was "hoe langer je duwt, des te verder stoot". Deze techniek werd later de O'Brien Glide genoemd.

### Deelname aan vier Olympische Spelen
Zijn techniek betaalde uit. Tot 1951 kwam hij niet verder dan 16,80 m. Prompt verbeterde hij tussen 1953 en 1956 het wereldrecord zeventienmaal en werd zeventienmaal Amerikaans kampioen. In 1952 en 1956 werd O'Brien olympisch kampioen bij het kogelstoten. In 1960 won hij een zilveren medaille en bij zijn laatste olympische optreden in 1964 greep hij met een vierde plek net naast de medailles. Bij zijn laatste Spelen droeg hij ook de Amerikaanse vlag tijdens de openingsceremonie. Tussen juli 1952 en juni 1956 won hij 116 achtereenvolgende wedstrijden.

### Einde sportcarrière
In 1966 zette O'Brien een punt achter zijn sportcarrière. Hij was officier bij de United States Air Force en ging later werken als procureur bij een bank. Op 75-jarige leeftijd stierf Patrick O'Brien in een 50-m zwembad tijdens de Southern Pacific Masters Association regional swimming competition in de Santa Clarita Aquatics club. Hij liet een vrouw, twee dochters, twee stiefzoons en zeven kleinkinderen achter.
In 2013 werd hij opgenomen in de IAAF Hall of Fame.

## Titels
- Olympisch kampioen kogelstoten - 1952, 1956
- Pan-Amerikaanse Spelen kampioen kogelstoten - 1955, 1959
- Amerikaans kampioen kogelstoten - 1951, 1952, 1953, 1954, 1955, 1958, 1959, 1960
- Amerikaans kampioen discuswerpen - 1955
- Amerikaans indoorkampioen kogelstoten - 1953, 1954, 1955, 1956, 1957, 1958, 1959, 1960, 1961
- NCAA kampioen kogelstoten - 1952, 1953

## Wereldrecords

### Mannen
| Afstand | Datum            | Plaats         |
| ------- | ---------------- | -------------- |
| 19,30 m | 1 augustus 1959  | Albuquerque    |
| 19,25 m | 1 oktober 1956   | Los Angeles    |
| 19,10 m | 1 november 1956  | Los Angeles    |
| 19,06 m | 3 september 1956 | Eugene         |
| 18,97 m | 3 september 1956 | Eugene         |
| 18,70 m | 18 augustus 1956 | Pasadena       |
| 18,69 m | 15 juni 1956     | Los Angeles    |
| 18,62 m | 5 mei 1956       | Salt Lake City |
| 18,54 m | 11 juni 1954     | Los Angeles    |
| 18,44 m | 11 juni 1954     | Los Angeles    |
| 18,43 m | 11 juni 1954     | Los Angeles    |
| 18,43 m | 21 mei 1954      | Los Angeles    |
| 18,42 m | 8 mei 1954       | Los Angeles    |
| 18,23 m | 24 april 1954    | Des Moines     |
| 18,04 m | 5 juni 1953      | Compton        |
| 18,00 m | 9 mei 1953       | Fresno         |

## Persoonlijke records
| Onderdeel    | Prestatie | Jaar |
| ------------ | --------- | ---- |
| kogelstoten  | 19,69 m   | 1966 |
| discuswerpen | 60,00 m   | 1965 |

## Palmares

### kogelstoten
- 1951:  Amerikaanse kamp. - 17,00 m
- 1952:  Amerikaanse kamp. - 17,48 m
- 1952:  OS - 17,41 m
- 1953:  Amerikaanse indoorkamp. - 17,03 m
- 1953:  Amerikaanse kamp. - 17,04 m
- 1954:  Amerikaanse indoorkamp. - 18,08 m
- 1954:  Amerikaanse kamp. - 17,98 m
- 1955:  Amerikaanse indoorkamp. - 18,12 m
- 1955:  Pan-Amerikaanse Spelen - 17,59 m
- 1955:  Amerikaanse kamp. - 17,82 m
- 1956:  Amerikaanse indoorkamp. - 18,72 m
- 1956:  OS - 18,57 m
- 1957:  Amerikaanse indoorkamp. - 18,18 m
- 1958:  Amerikaanse indoorkamp. - 18,32 m
- 1958:  Amerikaanse kamp. - 18,88 m
- 1959:  Amerikaanse indoorkamp. - 18,94 m
- 1959:  Amerikaanse kamp. - 18,95 m
- 1959:  Pan-Amerikaanse Spelen - 19,04 m
- 1960:  Amerikaanse indoorkamp. - 18,79 m
- 1960:  Amerikaanse kamp. - 19,05 m
- 1960:  OS - 19,11 m
- 1961:  Amerikaanse indoorkamp. - 18,67 m

### discuswerpen
- 1955:  Pan-Amerikaanse Spelen - 51,07 m
- 1955:  Amerikaanse kamp. - 53,51 m
- 1950:  Pan-Amerikaanse Spelen - 51,84 m

## Onderscheidingen
- Sullivan-Award - 1959
- US Track and Field Hall of Fame - 1974
- US Olympic Hall of Fame - 1984
- USC's Athletic Hall of Fame - 1994
- IAAF Hall of Fame - 2013

## Trivia
- In 1956 stond O'Brien op het voorblad van de Time magazine.

1896: Bob Garrett ·
1900: Richard Sheldon ·
1904: Ralph Rose ·
1906: Martin Sheridan ·
1908: Ralph Rose ·
1912: Pat McDonald ·
1920: Ville Pörhölä ·
1924: Bud Houser ·
1928: John Kuck ·
1932: Leo Sexton ·
1936: Hans Woellke ·
1948: Wilbur Thompson ·
1952: Parry O'Brien ·
1956: Parry O'Brien ·
1960: Bill Nieder ·
1964: Dallas Long ·
1968: Randy Matson ·
1972: Władysław Komar ·
1976: Udo Beyer ·
1980: Vladimir Kiseljov ·
1984: Alessandro Andrei ·
1988: Ulf Timmermann ·
1992: Mike Stulce ·
1996: Randy Barnes ·
2000: Arsi Harju ·
2004: Adam Nelson ·
2008: Tomasz Majewski ·
2012: Tomasz Majewski ·
2016: Ryan Crouser ·
2020: Ryan Crouser ·
2024: Ryan Crouser
- Gemeinsame Normdatei: 132922819
- World Athletics: 14350448
- Virtual International Authority File: 315941313